# Russische Baureihe Я
Die Dampflokomotiven der russischen Baureihe Я [ja] waren russische Personenzug-Dampflokomotiven mit der Achsfolge 1’C, produziert von 1896 bis 1903 für eine Reihe von russischen Eisenbahngesellschaften. Vorherbestimmt waren sie zur Beförderung von Vorortzügen. Ihren Namen erhielten sie von der zuerst bestellenden Eisenbahngesellschaft, der Eisenbahnlinie von Moskau nach Jaroslawl.

## Historie

### Vorgeschichte zum Entstehen der Dampflok
Zum Ende des 19. Jahrhunderts kam es auf vielen Eisenbahngesellschaften Russlands zu einem sprunghaften Anstieg des Vorortverkehrs bzw. des Zwischenstadtverkehrs. Das führte zu einer Erhöhung der Zahl und des Gewichtes der Vorort-Züge. Mitten in den Städten bestanden die größten Probleme für diese Zugverbindungen. Zum Beispiel bei der Eisenbahngesellschaft von Moskau nach Jaroslawl wurden zu der Zeit die Vorortzüge von Dampflokomotiven der Achsfolge 1’B bedient, die an ihre Leistungsgrenze gelangt waren. Als geforderte Dampfloks mit höherem Reibungsgewicht standen nur die Russische Baureihe Н mit Verbundtriebwerk zur Verfügung. Diese Lokomotive besaß ein Verbundtriebwerk der Bauart Vauclain. Diese Anordnung war zwar sparsam im Verbrauch, jedoch für den Betrieb des Vorortverkehrs mit den zahlreichen Stops und Anfahrten weniger geeignet. Im Gegensatz zu dieser Bauform besaß die Bauform mit einfacher Dampfdehnung größere Zugkraft beim Anfahren, da bei dieser Bauform die Zylinder sofort den Dampf von dem Kessel erhielten. Für die Vorortzüge mit ihren zahlreichen Anhalten und Beschleunigungen entschieden sich die Konstrukteure damals folgerichtig für eine Lokomotive der Bauform 1’C mit einfachem Zweizylindertriebwerk. Gleichfalls wurde für die Erhöhung der Zugkraft eine Verringerung des Durchmessers der Kuppelräder von 1900 mm auf 1800 mm beschlossen.

### Auslieferung der Dampfloks
1896 wurde auf Bestellung der Eisenbahngesellschaft von Kasan im Newski Werk die neue Dampflokomotive projektiert. Es begann im selben Jahr die Auslieferung der ersten 20 Personenzugdampfloks mit der Achsfolge 1’C und einfachem Zweizylindertriebwerk. Diese ausgelieferten Maschinen erhielten bei der Gesellschaft die ursprüngliche Bezeichnung Serie A. Außer der Eisenbahngesellschaft von Moskau nach Jaroslawl erwarben weitere Dampfloks folgende Eisenbahngesellschaften: die private Eisenbahngesellschaft von Libawo nach Romenskaja in Belarus (bei ihr erhielten die Dampfloks die Bezeichnung Serie ПН [pɛ.ɛn]), die Eisenbahn im Gouvernement Wilna (hier erhielten die Dampfloks die Bezeichnung Serie Н [ɛn]), die Katharinenbahn (Serie Н), die Samaro-Goldberg – Eisenbahn (Serie AН [a.ɛn] und Serie AП [a.pɛ]), die Transkaukasische Eisenbahn (Serie BН [vɛ.ɛn]) und die Eisenbahngesellschaft von Moskau nach Brest (Serie  И [iʒɛ]). Außer den Newski Werken wurden ab 1900 einige Lokomotiven von den Putilow-Werken gefertigt. In der Tabelle sind die Daten und die Auslieferung der Dampflokomotiven mit den ursprünglichen Nummern an die bestellenden Gesellschaften angeführt
| Herstellungsjahr | Herstellungswerk | Anzahl | Gesellschaft                     | Bezeichnung                     |
| ---------------- | ---------------- | ------ | -------------------------------- | ------------------------------- |
| 1896             | Newski           | 20     | Kasan                            | A101–A120                       |
| 1897             | Newski           | 30     | Kasan Samara                     | A121–A135 AН26–AН40             |
| 1899             | Newski           | 18     | Transkaukasische Eisenbahn       | BН551–BН568                     |
| 1900             | Newski           | 40     | Kasan Wilna Katharinenbahn Brest | A136–A140 Н56–Н65 Н61–Н73 И1–И2 |
| 1900             | Putilow          | 26     | Samara Brest                     | AП41–AП55 И13–И23               |
| 1901             | Newski           | 13     | Belarus                          | ПН61–ПН73                       |
| 1903             | Newski           | 3      | Kasan                            | A152–A154                       |

Insgesamt wurden 150 Dampfloks ausgeliefert. 1912 wurde allen Lokomotiven die Bezeichnung Serie Я nach Jaroslawl verliehen. Betriebsdaten und Ausmusterungen fehlen.